# Lehtosaari (ö i Norra Österbotten, Oulunkaari, lat 65,15, long 27,84)
Lehtosaari är en ö i Finland. Den ligger i sjön Korpinen och i kommunen Pudasjärvi i den ekonomiska regionen  Oulunkaari  och landskapet Norra Österbotten, i den centrala delen av landet, 600 km norr om huvudstaden Helsingfors. Öns area är 5 hektar och dess största längd är 0,6 kilometer i sydväst-nordöstlig riktning.